# Pfofeld
Pfofeld es un municipio situado en el distrito de Weißenburg-Gunzenhausen, en el estado federado de Baviera (Alemania), con una población a finales de 2016 de unos 1520 habitantes.
Se encuentra ubicado al oeste del estado, en la región de Franconia Media, cerca de la orilla del río Altmühl —un afluente izquierdo del Danubio— y de la frontera con el estado de Baden-Wurtemberg.